# Кузовников, Анатолий Александрович
Анатолий Александрович Кузовников (9 ноября 1922 года, село Покровка, Покровский район, Оренбургская область — 17 ноября 2004 года, Москва — советский и российский физик. Доктор физико-математических наук, заслуженный профессор МГУ.

## Биография
Родился 9 ноября 1922 года в селе Покровка Покровского района Оренбургской области. В 1940 году окончил среднюю школу и был призван в ряды Красной Армии. Встретил войну в возрасте 19 лет, воевал в инженерно-технических службах Военно-Воздушных Сил.
После окончания войны, демобилизовавшись из армии А. А. Кузовников поступил в 1946 году на физико-математический факультет Казахского государственного университета. В 1949 году он перевелся на физический факультет Московского университета, который закончил в 1951 году и был оставлен в аспирантуре на кафедре электроники.
Подготовил 23 кандидатов и 3 докторов наук.
17 ноября 2004 года Анатолий Александрович Кузовников ушёл из жизни.

## Публикации
Опубликовал более 200 научных работ в отечественных и зарубежных журналах.

### Книги
- «Физика граничных слоев плазмы», М., Изд. МГУ;
- «Зондовая диагностика плазмы газоразрядных источников света», Саранск, Изд. Морд. Госуниверситета.

## Награды
- Орден Отечественной войны 2 степени
- Орден Трудового Красного Знамени
- Орден Знак Почёта
- Медаль «За боевые заслуги»
- Медаль «За взятие Будапешта»
- Медаль «В ознаменование 100-летия со дня рождения Владимира Ильича Ленина»
- Заслуженный профессор МГУ[1].